# José Francisco Pérez Sánchez
José Francisco Pérez Sánchez (Murcia, 31 de marzo de 1948 – Ibidem, 23 de septiembre de 2016) fue árbitro internacional español en la Primera división de fútbol española y la segunda división entre los años 1973 y 1994, locutor de radio en programas como Carrusel Deportivo en la Cadena SER y Tiempo de Juego en la Cadena COPE, profesor de educación física y catedrático de Geografía e Historia, profesiones que ejerció hasta su muerte en 2016.

## Inicios
José Francisco Pérez Sánchez soñaba con ser futbolista, concretamente, delantero del Real Murcia y muy especialmente en la Selección Española de Fútbol. Como él mismo decía: “No pasaba de mediocre” por lo que su carrera como futbolista no fue posible. 
Su carrera como árbitro fue meteórica y tardía empezando como árbitro aficionado a los 19 años en un partido entre Diablos Rojos y la Escuela de Maestría en el campo José Barnés, un partido, marcado por un arbitraje del murciano que él mismo describió así: “recuerdo que al principio tenía miedo de que aquello fuese un desastre, pero salió bien y me animé”. En tan solo 3 años, pasó de arbitrar partidos de categorías infantiles en el José Barnés a arbitrar en la División Preferente, que equivale a la Tercera División de Fútbol actual. Debutó en esta categoría con 22 años en un encuentro entre el Crevillente y el Altea. Como dato, todos los partidos arbitrados en esa temporada acabaron con un resultado final de 0-0 teniendo José Francisco la fama de gafe entre los equipos de la zona.[cita requerida]
Al año siguiente, debutó en tercera división en un Villarreal-Tarragona hasta poder subir a la Segunda División Española de Fútbol tras hacer una serie de cursillos y de pruebas físicas y técnicas logrando ser el primero de promoción en la fase de selección.
Su carrera de árbitro se inicia tras haberse truncado una como futbolista.

## Trayectoria

### Carrera arbitral
Empezó como árbitro profesional en la Segunda División Española, en la temporada 1977-1978, estando siete temporadas en la misma categoría hasta llegar a la Primera División Española de Fútbol en un Betis-Valencia tras un Real Zaragoza-Real Sporting de Gijón que no se llegó a disputar debido a una huelga de futbolistas.
Alcanzó los 111 partidos arbitrados en las máximas categorías y más de 50 en la Copa de SM el Rey. Representó al colectivo de árbitros españoles en un encuentro de clasificación para la Copa Mundial de Fútbol siendo el primer árbitro español que dirija un partido de la selección de Islandia. También será recordado su viaje a Albania como linier de Sánchez Arminio en el que tuvo que llevar su propia bandera de España, pues allí no disponían de una.
A nivel internacional, alcanzó su máximo nivel como árbitro en los cuartos de final de una Copa de la UEFA.

### Carrera como locutor
Tras su retirada como colegiado, Pérez Sánchez se dedicó a ser comentarista en el Carrusel Deportivo de la Cadena SER junto a figuras como Pepe Domingo Castaño o Paco Gonzalez como comentarista arbitral. Su labor era dar su punto arbitral en las jornadas deportivas retransmitidas en el programa respecto a las decisiones de los colegiados.
En 2010, con el cambio de emisora de todo el equipo, José Francisco se cambió con todos al Tiempo de Juego de la Cadena COPE donde, con el mismo equipo seguiría con sus comentarios arbitrales. Para la memoria de los amantes de la radio deportiva quedará la frase de comentaristas como Manolo Lama o Manuel Oliveros de “¿Cuánto queda, José Francisco?”, que exclamaban cuando quedaban instantes de cada partido pues él llevaba el cronómetro de los encuentros; frase que siguen pronunciando en los partidos a modo de homenaje al murciano.

## Últimos días
Durante sus últimos años, la vida de José Francisco se vio marcada por una constante lucha contra el cáncer que acabó con su vida. Hasta el final de sus días se dedicó a la docencia pues era Catedrático de Historia y Geografía y profesor de educación física.